# Ekapa
Ekapa is een spinnengeslacht uit de familie Entypesidae. De wetenschappelijke naam van dit geslacht werd voor het eerst geldig gepubliceerd in 2023 door Ríos-Tamayo, Lyle en Sole.

## Soorten
Het geslacht omvat de volgende soort:
- Ekapa curvipes  (Purcell, 1902)